# Randy - Un Ninja in classe
Randy - Un Ninja in classe (Randy Cunningham: 9th Grade Ninja) è una serie animata, creatore e produttore esecutivo di Jed Elinoff e Scott Thomas. Prodotto da Titmouse, Inc. e Boulder Media Limited e distribuito da Walt Disney Pictures Television Animation Distribution e Disney XD Original Concepts e disegnato da Jhonen Vasquez, creatore di Invader Zim.
La serie ha debuttato il 17 settembre 2012 su Disney XD, mentre l'episodio pilota della serie è stato trasmesso il 13 agosto 2012. In Italia la serie viene trasmessa sul canale italiano, ogni lunedì dal 20 maggio 2013.
Entrambe le stagioni sono su Disney XD tutti i giorni alle 06:45, alle 10:40, alle 14:40 e alle 22:25. Tutti gli episodi sono disponibili su iTunes anche in lingua originale e in HD.

## Trama
La cittadina di Norrisville viene protetta da un ninja da ormai 800 anni. Nonostante tutti credano che egli sia sempre stato la stessa persona, viene in realtà rimpiazzato ogni quattro anni. Randy Cunningham, al primo anno del liceo di Norrisville, è stato scelto per essere il prossimo ninja. Con l'aiuto del NinjaNomicon, un libro che contiene tutte le esperienze dei ninja precedenti, e di Howard Weinerman, altro studente del primo anno e suo migliore amico, deve difendere il liceo e la città dallo Stregone, un antagonista che trasforma gli studenti depressi in mostri, e dai suoi alleati McFist e Viceroy. Il primo è un apprezzato miliardario, il secondo uno scienziato senza scrupoli. Con i miliardi del primo e il genio del secondo, creano robot allo scopo di distruggere il ninja.
Randy deve riuscire a trovare un equilibrio tra il suo addestramento ninja e la vita di un normale adolescente, già difficile di per sé.

## Personaggi

### Personaggi Principali
- Randy Cunningham: Randy ha 15 anni, frequenta il liceo Norrisvile nonché il ninja protettore della scuola al tempo della serie. Randy è alto, magro (tipo lampione) ed ha una carnagione chiara; ha i capelli viola scuro. Di carattere è fantasioso, creativo, non troppo intelligente, ma forte e abile con la tutina addosso. Il suo migliore amico è Howard, insieme a lui, è l'unico a sapere che McFist è cattivo. Chitarrista (anche se tecnicamente suona un Keytar) del duo "Solo 30 secondi di Mate". Voce di Renato Novara.
- Howard Weinerman: Howard è il migliore amico di Randy ed è l'unico a sapere che Randy è il ninja. È molto più basso di Randy e grassoccio. Ha i capelli rossi e gli occhi marroni. Un genio nascosto, è il tipo di persona che potrebbe essere prima della classe se solo gliene fregasse qualcosa. Batterista dei "Solo 30 secondi di Mate". Voce di Federico Zanandrea.

### Antagonisti
- Lo Stregone: è l'antagonista principale della serie. Egli fu sigillato sotto terra dal primo ninja ma, tempo dopo, fu costruito sul luogo della sua sepoltura il liceo Norrisville, risvegliandolo. Per potersi liberare egli ha bisogno di tutto il suo potere quindi sfrutta i liceali umiliati trasformandoli in mostri, in modo che creino caos alimentando il suo potere. Sfortunatamente per lui il ninja sconfigge tutti i mostri, quindi il suo potere non aumenta. Per risolvere il problema lo Stregone ha promesso ad Hannibal McFist di donargli una capacità sovrumana in cambio del suo aiuto. Durante gli episodi si nota che lo Stregone è sempre in compagnia di un ratto con cui ha fatto "amicizia". Randy viene a sapere dell'esistenza dello Stregone nell'episodio "Un talento mostruoso" e lo incontra la prima volta nell'episodio "Alla ricerca del Nomicon perduto".
- Hannibal McFist: è un multimilionario che vive a Norrisville, molto amato dalla città perché compie spesso opere di beneficenza o arricchisce il patrimonio culturale di quest'ultima. La sua ricchezza deriva dalla vendita di prodotti d'abbigliamento, auto o altri oggetti d'uso comune (il cui nome viene sempre preceduto dal marchio "Mc"). La città non sa però che Hannibal è anche il più grande tirapiedi dello Stregone: McFist lavora per lui perché, quando lo Stregone si sarà liberato, donerà ad Hannibal un potere sovrumano come il teletrasporto o la capacità di volare. Il quartier generale di McFist non è altro che una struttura ipertecnologica a forma di piramide, situata al centro della città. Egli è un uomo alto, un po' grasso ed ha un braccio meccanico. È sposato con Marci Johnson ed ha un figliastro, cioè Bash. Possiede una collana trasformabile in un'armatura ipertecnologica, chiamata McTerminator, con cui è in grado di volare e di sparare raggi laser. I suoi scagnozzi più visti nella serie sono i Robo-scimmia, robot parlanti simili a gorilla, dotati di spade elettriche retrattili. Randy capisce che è malvagio nell'episodio "Il più amato della città". Voce di Mario Zucca.
- Willem Viceroy III: è uno scienziato che lavora per McFist. È lui ad inventare tutti i marchingegni usati contro il ninja. Non gli interessano il potere o i soldi ma vuole soltanto che tutti riconoscano la sua genialità. Segni particolari: sarcasmo killer. Voce di Claudio Moneta.

### Altri Personaggi
- Heidi Weinerman: è la sorella maggiore di Howard. È alta, magra, bella e popolare. Gestisce il "MeCast" norrisvilliano, in cui parla di pettegolezzi ed è apparentemente l'unico notiziario della città. Nell'episodio "Un talento mostruoso" è lei a presentare lo spettacolo annuale dei talenti. Voce di Francesca Bielli.
- Bashford "Bash" Johnson: Bashford, chiamato semplicemente Bash, è il bullo più grande del liceo Norrisville. Non pensa agli studi ma si dedica per la maggior parte del tempo agli scherzi tra cui ci sono le "smutandate" ed i lanci d'uova. È il figliastro di Hannibal McFist. Gioca nella squadra del liceo. Forma, insieme ad altri tre bulli, una band chiamata "Bash ed i fratelli". Voce di Maurizio Merluzzo.
- S.Ward Smith: Smith è un'insegnante del liceo Norrisville ed anche il forgiatore di spade ninja. Egli è un uomo alto, magro e di carnagione scura. Indossa sempre un abito da fabbro e degli occhialini che gli coprono gli occhi. Insegna ai liceali interessati l'arte dei fabbri. Nella sua aula c'è un passaggio segreto dietro la lavagna che conduce ad una sala piena di fornaci sacre con cui forgia le armi dei ninja, comprese le nuove spade di Randy (nell'episodio "La nuova spada").
- Bucky Hensletter: Bucky è l'appassionato suonatore di triangolo della banda e, facendo parte di essa, lo si vede sempre con il completo blu. Egli è alto, magro ed ha i capelli biondi. È sempre vittima degli scherzi dei bulli o degli attacchi dei mostri. Probabilmente detiene il record di trasformazioni in mostro. Amante dei giochi di parole, ne fa a bizzeffe completandoli con uno "ZING!" Voce di Massimo Di Benedetto.
- Erwin Slimovitz: Slimovitz è il preside del Liceo Norrisville, che tenta invano di imporre a McFist di insegnare a Bash a non fare il bullo. È un po' strambo e fuori della scuola adora travestirsi da cowboy. È un fan del ninja e del Mondo Whoope. La sua auto viene sempre distrutta. Orgoglioso possessore di un numero indefinito di gatti. Voce di Oliviero Corbetta.
- Theresa Fowler: È una majorette del liceo, alta, magra, vista sempre in divisa (e ha il costume da bagno coordinato). Voce tremula, fa parte del "Der Monster Klub"; ha una cotta per Randy.
- Julian: Goth e fondatore del Der Monster Klub. Alto, scheletrico e con un'aria "lugubre".
- Denti d'Acciaio: suona il flauto nella banda. Amica di Bucky e in una relazione con Stevens, è caratterizzata dagli sputazzi dovuti all'apparecchio.
- Debbie Kang: probabilmente l'unica con un po' di sale in zucca, è una spada in spagnolo e direttrice del giornalino della scuola. È sempre alla caccia di scoop e un'appassionata di Orsi della Morte Messicani.
- Stevens: si esprime esclusivamente con il suo trombone e adora commentare ogni sventura che vede con il classico "trombone triste". In una relazione con Denti d'Acciaio, nonostante non sia esattamente un partner fedele.
- Dave Fisarmonica: personaggio che parla in modo lentissimo e si rade in luoghi improbabili.
- Pradeep: suona nella banda. Occupazione: essere un adorabile raggio di sole.
- Juggo: aspirante clown/giocoliere, non si toglie mai il costume. MAI.

## Episodi
| Stagione         | Episodi | Prima TV USA | Prima TV Italia |
| ---------------- | ------- | ------------ | --------------- |
| Prima stagione   | 51      | 2012-2014    | 2013-2014       |
| Seconda stagione | 48      | 2014-2015    | 2015-2016       |